# Porte des Allemands
De Porte des Allemands is een stadspoort van de Franse stad Metz. De poort is vernoemd naar het nabijgelegen ziekenhuis van de Duitse Orde. Aan de stadszijde bestaat de poort uit twee smalle ronde torens die gebouwd zijn in 1230, die qua bouwstijl gelijkenis vertoont met de bijna even oude Helpoort in Maastricht. Deze torens staan met een brug over de Seille in verbinding met een gekanteelde toren die gebouwd is in 1445. Op de brug werd in 1480 nog een bogengalerij toegevoegd.
Halverwege de 17e eeuw werd de verdedigingswerken van Metz vernieuwd door de Franse vestingbouwkundigen Sébastien Le Prestre de Vauban en Louis de Cormontaigne. Hierin werd de Porte des Allemands zonder aanpassingen opgenomen. Tijdens de Tweede Wereldoorlog raakte de poort beschadigd door artillerievuur. Na de oorlog werd de poort weer opgebouwd en sinds de renovatie in 1968 is de poort weer begaanbaar voor voetgangers.

Porte des Allemands
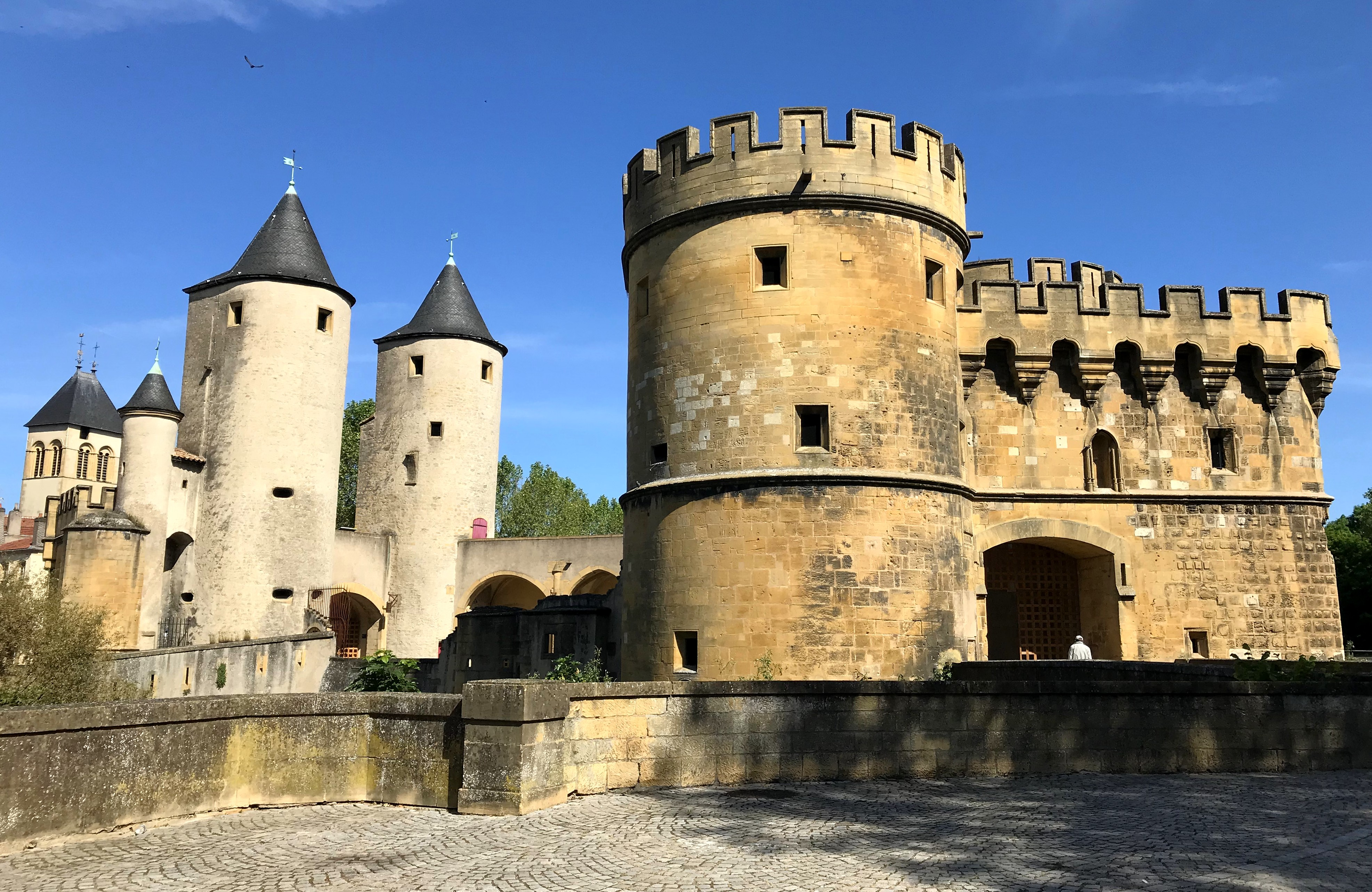
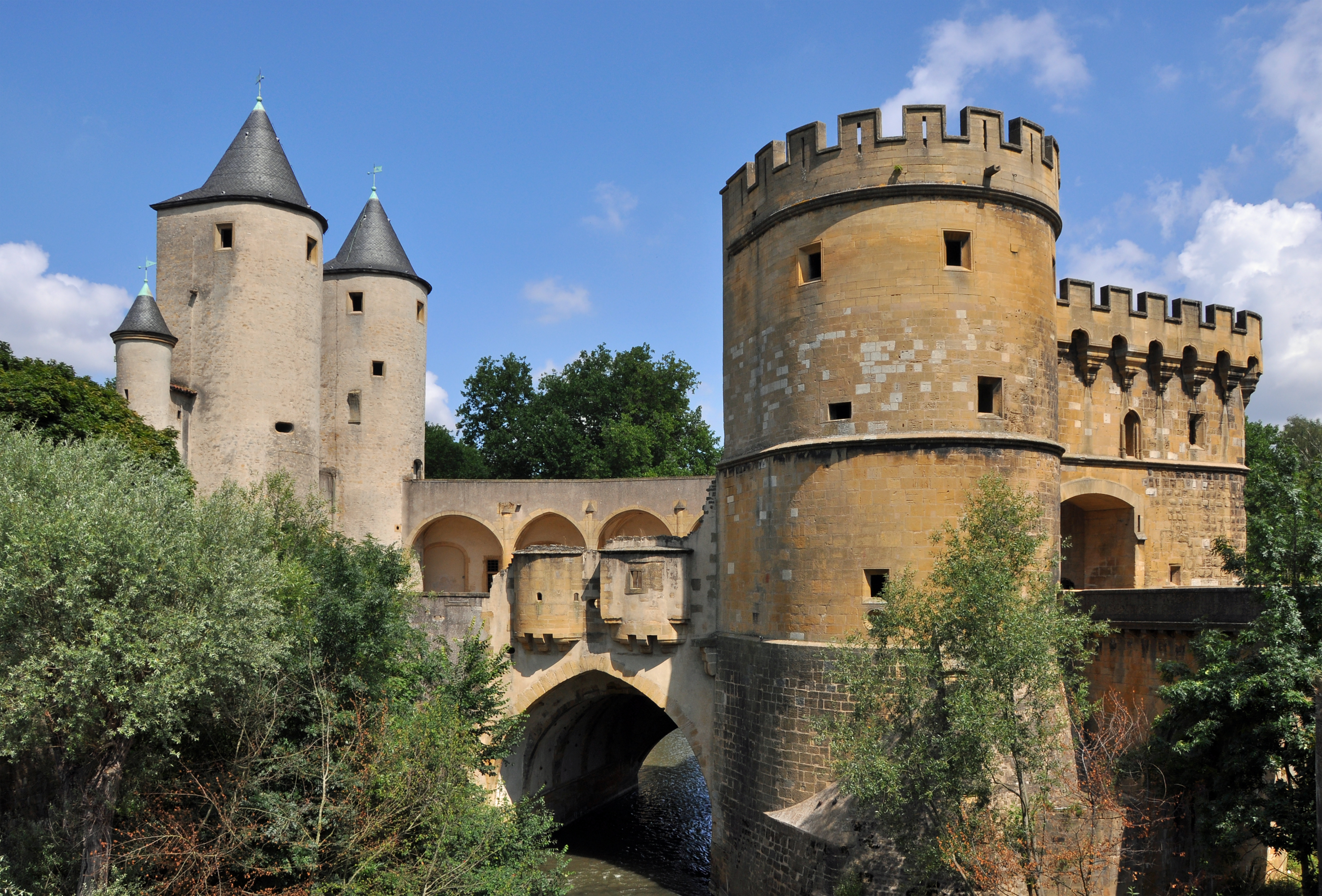
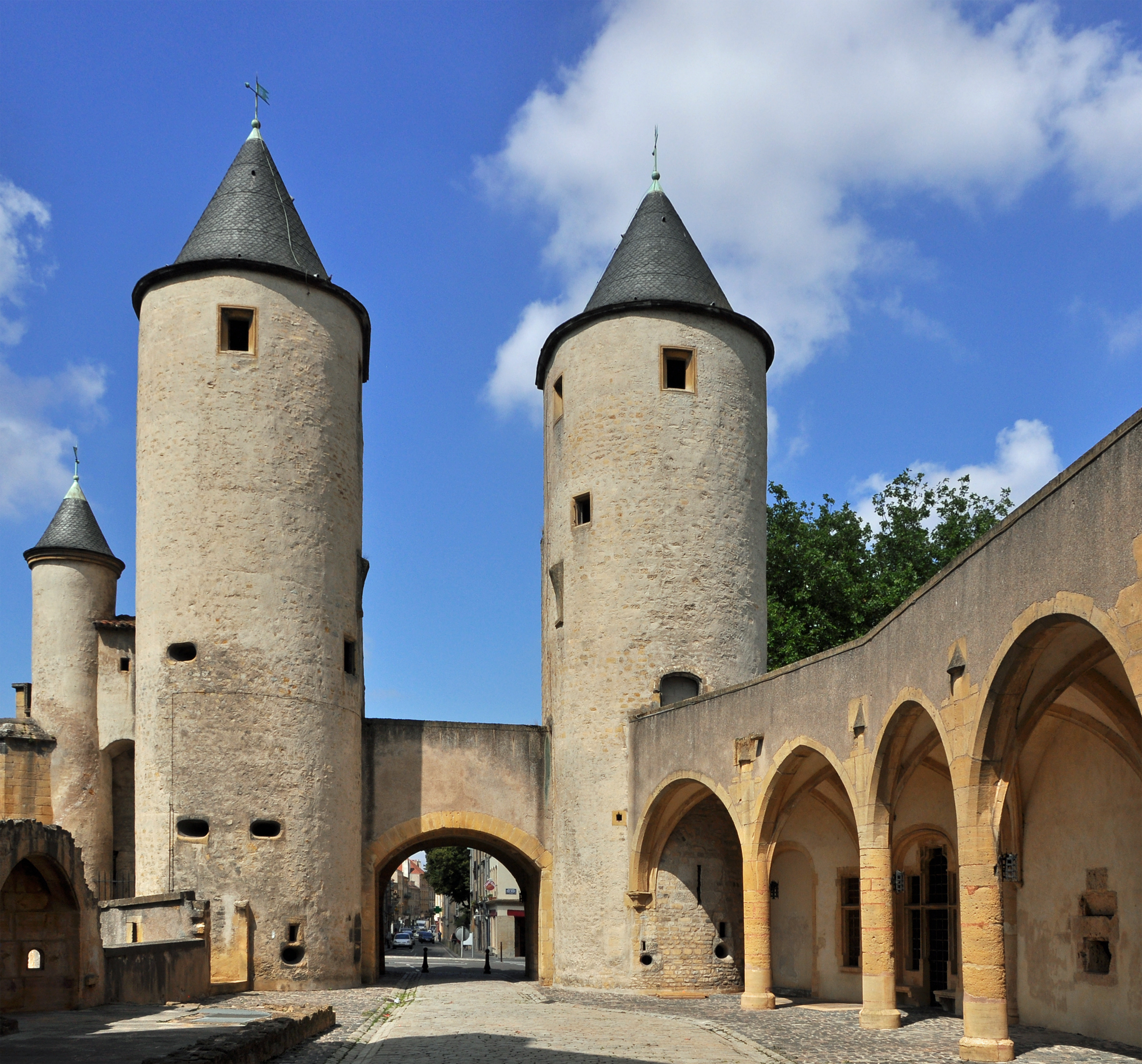
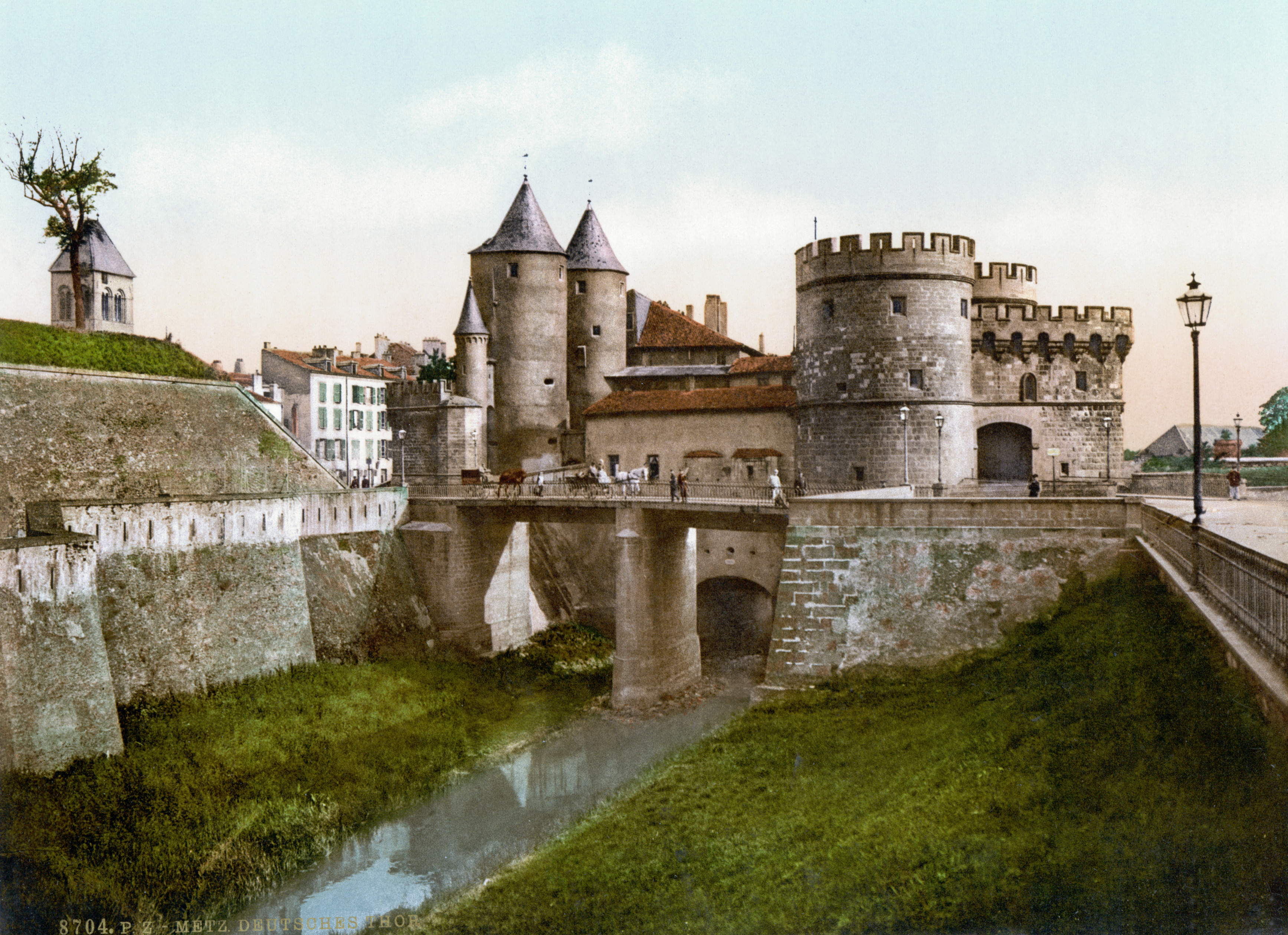
Rond 1900
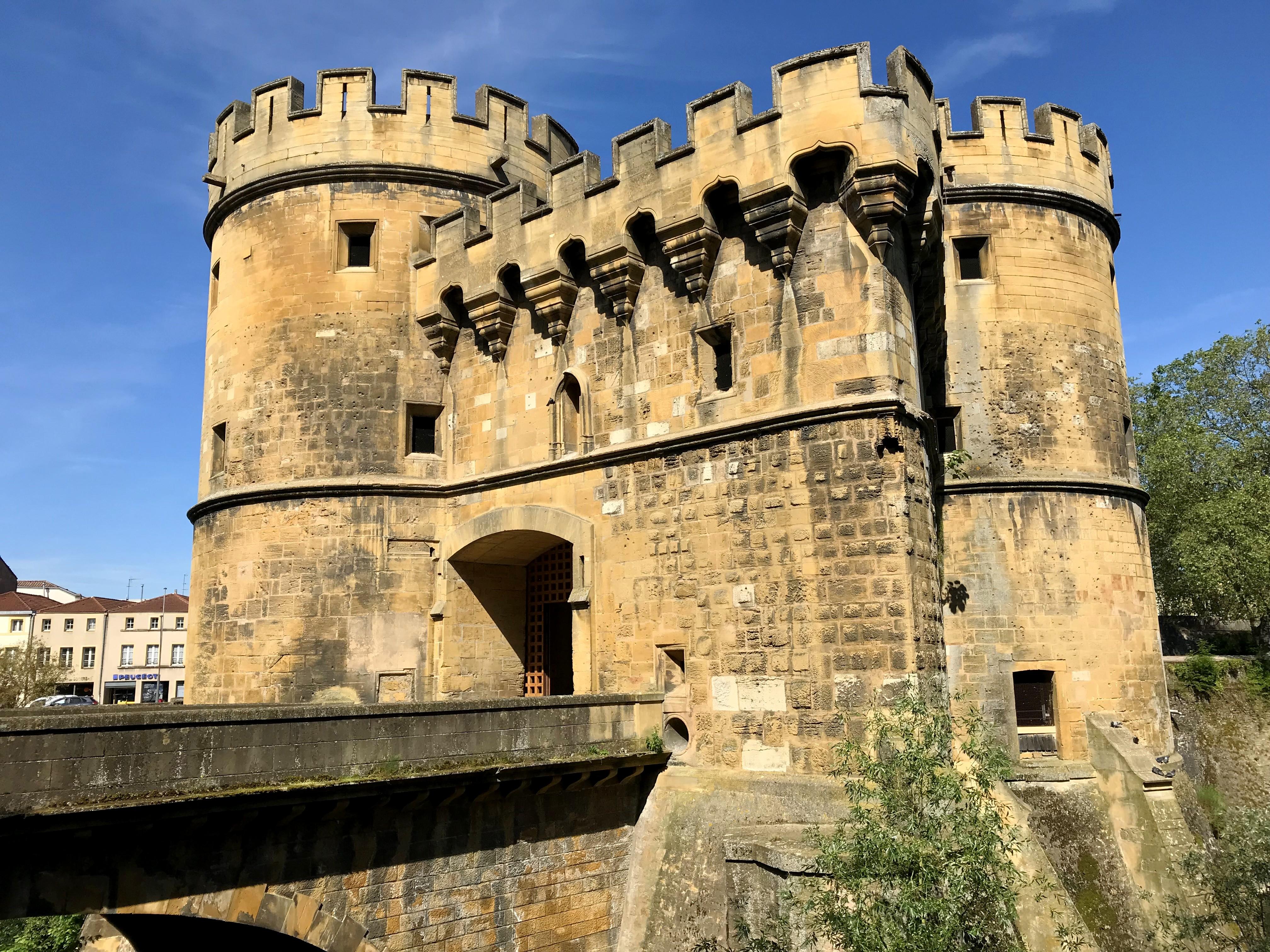